# Croydon Palace

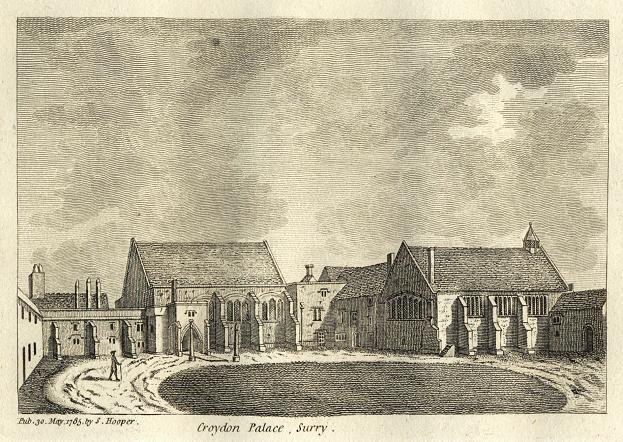
Croydon Palace cerca de 1785.

O Croydon Palace (Palácio de Croydon), é um palácio londrino situado em Croydon. Foi a residência de Verão do Arcebispos da Cantuária por mais de 500 anos. Entre os visitantes regulares estão incluidos Henrique III Isabel I. Agora conhecido como Old Palace (Velho Palácio),  os edifícios ainda estão em uso como a Old Palace School (Escola do Velho Palácio), uma escola independente para raparigas da Whitgift Foundation (Fundação Whitgift).
O Solar de Croydon estava ligado com o Arcebispo da Cantuária desde, pelo menos, o período saxão e registos dos edifícios remontam a antes do ano 960. O palácio tal como existe actualmente é um grupo de edifícios essencialmente dos séculos XV e XVI. Pensa-se que o Grande Hall do século XV terá sido instalado pelo Arcebispo John Stafford (faleceu em 1452), com um pórtico de dois andares de finais do século XIV e um tecto abobadado para a câmara baixa. O interior do hall tem um rico tecto em madeira, do século XVI, e janelas com interessantes elementos.
A oeste do Hall ficam os apartamentos de aparato, incluindo a "Sala da Guarda" do primeiro andar, actual biblioteca da escola. A sala é atribuída ao Arcebispo Thomas Arundel (1353-1414) e tem um tecto abraçado por arco com suportes de pedra talhada do final do século XIV. Outras salas possuem apainelamentos e lareiras posteriores. A capela possui finas bancadas do século XVII e uma elaborada galeria de canto. O refinado gradeamento do altar está agora na Sala da Guarda. O exterior de todo o palácio é feito de tijolo vermelho, com janelas de pedra anterires ou janelas georgianas de guilhotina.
A ligação dos arcebispos com Croydon foi de grande importância, com vários deles a serem benfeitores locais. Seis dos Arcebispos da Cantuária estão sepultados na igreja paroquial de Croydon, vizinha do palácio. São eles: John Whitgift, Edmund Grindal, Gilbert Sheldon, William Wake, John Potter e Thomas Herring.
Em finais do século XVIII o palácio tinha-se tornado ruinoso e desconfortável numa área circundante decadente. Um Acto do Parlamento permitiu que o Croydon Palace fosse vendido e que o Addington Palace, nos arredores de Croydon, fosse comprado em 1807. Este último palácio tornou-se na residência de Verão dos arcebispos por grande parte do resto do século XIX.